# Pygochelidon
Pygochelidon – rodzaj ptaków z rodziny jaskółkowatych (Hirundinidae).

## Występowanie
Rodzaj obejmuje gatunki występujące w Ameryce Centralnej i Południowej.

## Morfologia
Długość ciała 12–14 cm, masa ciała 9–15 g.

## Systematyka

### Etymologia
Greckie πυγη pugē – kuper; χελιδων khelidōn, χελιδονος khelidonos – jaskółka.

### Podział systematyczny
Do rodzaju należą następujące gatunki:
- Pygochelidon cyanoleuca (Vieillot, 1817) – jaskółeczka niebiesko-biała
- Pygochelidon melanoleuca (zu Wied-Neuwied, 1820) – jaskółeczka obrożna